# Vitača
Vitača, bosanska kraljica te prva od tri supruge kralja Stjepana Ostoje.
Vitača se udala za izvanbračnog sina kralja i bana Tvrtka I. još prije njegovog izbora za kralja. Nije poznato jesu li imali djece jer se ne spominju.
Godine 1398. Vitačin suprug je bio izabran za kralja, što je nju učinilo kraljicom i banicom. Međutim, zbog činjenice da nije bila u srodstvu s plemstvom i stoga nije bila korisna za stvaranje saveza s moćnim plemićima, brak s Vitačom nije bio od koristi Ostoji. Kraljica i banica Vitača se već u rujnu 1399. godine u Dubrovniku spominje kao bivša supruga kralja i bana u Bosni. Nedugo nakon razvoda od Vitače, Ostoja ženi Kujavu Radenović, koja će šesnaest godina poslije doživjeti istu sudbinu.

## Poveznice
- Vojača